# جمعية كشافة بليز
جمعية كشافة بليز وهي منظمة الكشفية الوطنية في بليز، أصولها في عامي 1917 و1931 كفرع لجمعية الكشافة والمملكة المتحدة وأصبحت عضوا في المنظمة العالمية للحركة الكشفية في عام 1987. وشاركت الجمعية بالعديد من الأنشطة التعليمية وأعلنت جمعية كشافة بليز انها تضم 3041 عضواً اعتباراً من عام 2011، مع نحو 27 مجموعة الكشفية تقع في ست مناطق.

## روابط خارجية
- الصفحة الرسمية لجمعية كشافة بليز